# Consiglio supremo del Kirghizistan
Il Consiglio supremo (Chirghiso: Жогорку Кеңеш, traslitterato come Coğorqu Keňeş) ([dʒoʁorqu keŋeʃ]) è il parlamento unicamerale del Kirghizistan. Si compone di 120 membri, eletti per un mandato di cinque anni con sistema proporzionale.

## Storia
Dal 1991, quando il Kirghizistan ha ottenuto l'indipendenza dall'Unione Sovietica, fino all' ottobre 2007, quando la Costituzione è stata cambiata con un referendum, il Consiglio supremo consisteva nell'Assemblea legislativa (Myizam Chygaruu Jyiyny, la camera alta) e nell'Assemblea dei rappresentanti del popolo (El Okuldor Jyiyny, la camera bassa), con 60 e 45 membri, rispettivamente. I membri di entrambe le camere erano eletti per un periodo di cinque anni. Nell'Assemblea dei rappresentanti del popolo tutti i 45 membri erano eletti in circoscrizioni uninominali, mentre nell'assemblea legislativa 45 membri in collegi uninominali e 15 eletti con liste di partito.
Dall'entrata in vigore della nuova norma costituzionale nell'ottobre 2007, il Consiglio supremo è divenuto unicamerale. Originariamente era costituito da 90 membri, tuttavia quando nel 2010 il presidente Kurmanbek Bakiev è stato estromesso dopo i disordini, è stata adottata una variante costituzionale, che ha aumentato il numero dei membri a 120. Per legge però un singolo partito non può avere più di 65 seggi.